# ステアリン酸水銀
ステアリン酸水銀(Mercury(II) stearate)は、有機金属化合物の1つで、水銀とステアリン酸の塩である。化学式は、C36H70HgO4である。脂肪酸の金属誘導体である金属石鹸の1つである。吸入、摂取、経皮吸収で高い毒性を持つ。

## 合成
ステアリン酸ナトリウムと塩化水銀(II)の交換反応で生成する。
{\displaystyle {\mathsf {HgCl_{2}+2C_{17}H_{35}COONa\ {\xrightarrow {}}\ Hg(C_{17}H_{35}COO)_{2}\downarrow +2NaCl}}}
また、酸化水銀をステアリン酸とともに加熱することでも得られる。

## 物理的性質
黄色の蝋状の物質である。

## 利用
殺菌剤として用いられる。また、セラミックス製造の際の可塑剤として用いられる。